# Удружење драмских писаца Србије
Удружење драмских писаца Србије (УДПС) је друштвена, струковна организација драмских писаца са око 130 чланова, која учествује у разноврсним културним и друштвеним збивањима и као репрезентативно удружење стара се о професионалним интересима својих чланова.
УДПС је познато по Наградама „Бранислав Нушић“ и „Миодраг Ђукић“, едицији „Савремена српска драма“, часопису Драма и програму „Корак ка позоришту“.

## Историјат и деловање
Удружење драмских писаца Србије (УДПС) основано je 14. марта 1976. године на оснивачкој скупштини у Београдском драмском позоришту пред око 70 књижевника и од тада непрекидно делује, а његови чланови су угледни српски драмски писци и сценаристи, писци других врста, истраживачи уметности и културе, као и стручњаци за издаваштво.
УДПС је наследник је Удружења југословенских драмских аутора (УЈДА), чији је оснивач и први председник био Бранислав Нушић.
Удружење је иницирало и успешно окончало подизање споменика Браниславу Нушићу на Тргу Републике у непосредној близини Народног позоришта, чији је управник Нушић једно време био. Споменик је откривен 22. јуна 1991. године. УДПС посредно учествује у раду Националног савета за културу Републике Србије.
Удружење од 2000. године учествује у раду Координационог одбора уметничких удружења. Било је иницијатор и организатор петиције — са 15.000 потписа подршке грађана — за опстанак статуса самосталних уметника као и многих других актуелности од ширег културног значаја у 21. веку.

## Управа
На оснивачкој скупштини удружења 1976. за чланове првог Управног одбора изабрани су: Ђорђе Лебовић, Миодраг Ђурђевић, Александар Петровић, Миодраг Илић, Слободан Турлаков, Милан Ђоковић, Слободан Стојановић, Миодраг Ђукић, Васко Ивановић, Владимир Личина и Арсен Диклић.
Председници Удружења, од оснивања били су Ђорђе Лебовић (1976-1978, први председник), Миодраг Илић (1978-1980), Миодраг Ђурђевић (1980-1982), Миладин Шеварлић, Миодраг Ђукић, Велимир Лукић, Миливоје Мајсторовић, Драган Томић, Александар Ђаја, Миодраг Ђукић (два мандата), Миладин Шеварлић (два мандата), а од септембра 2022. Зоран Стефановић.

## Издавачка делатност
- Савремена српска драма, штампана едиција збирки домаћих драмских текстова од којих је више од половине извођено на позоришним сценама. У редовном је откупу Народне библиотеке, Универзитетске библиотеке, Матице српске, славистичких центара и излази од 1998, четири пута годишње, у континуитету.
- Драма, штампани часопис за позоришну уметност, драму, културу, науку, излази тромесечно, од 2001. године. Осим текстова из области актуелних позоришних збивања, театрологије, историје позоришта, објављује и написе који се тичу наше актуелне културне, друштвене и политичке ситуације, као и ликовне прилоге, кратке приче и циклусе песама домаћих савремених песника.
- Посебна издања, штампане књиге изабраних драма чланова Удружења, као и публикације из области театрологије, историје позоришта и сличних области.

## Награде УДПС
Удружење драмских писаца Србије додељује годишња признања:
- Награда „Бранислав Нушић”, за оригинални драмски текст
- Награда „Миодраг Ђукић”, за појединце и институције који афирмишу драмско стваралаштво и доприносе раду Удружења

## Корак ка позоришту
Програм „Корак ка позоришту“ доноси јавно читање драмског текста чланова Удружења, објављеног у едицији „Савремена српска драма“. Тридесетак извођења, већином у Установи културе „Вук Караџић“ и  Позоришту „Модерна гаража“.

## Годишњи помен Браниславу Нушићу
На Богојављење, сваке године, на Новом гробљу у Београду, на дан смрти, 19. јануара, обраћа се председник УДПС-а, добитник награде Удружења за најбољи драмски текст на анонимном конкурсу "Бранислав Нушић", као и добитник награде за животно дело "Нушићевих дана" из Смедерева. Венце полажу Удружење драмских писаца Србије, "Нушићеви дани" Смедерево, "Коло српских сестара", чији је оснивач био Нушић, "Удружење Цинцара", чланови породице и грађани.